# Fenestrulina barrosoi
Fenestrulina barrosoi är en mossdjursart som beskrevs av Alvarez 1993. Fenestrulina barrosoi ingår i släktet Fenestrulina och familjen Microporellidae. Inga underarter finns listade i Catalogue of Life.